# مايكل أونتكين
مايكل أونتكين (بالإنجليزية: Michael Ontkean)‏ هو ممثل كندي، ولد في 24 يناير 1946 بفانكوفر في كندا.

## أعمال

### أفلام
- (2011) الأحفاد[5]

## وصلات خارجية
- مايكل أونتكين على موقع EliteProspects.com (الإنجليزية)
- مايكل أونتكين على موقع HockeyDB.com (الإنجليزية)

- مايكل أونتكين على موقع IMDb (الإنجليزية)
- مايكل أونتكين على موقع ألو سيني (الفرنسية)
- مايكل أونتكين على موقع أول موفي (الإنجليزية)
- مايكل أونتكين على موقع قاعدة بيانات الأفلام السويدية (السويدية)
- مايكل أونتكين على موقع إن إن دي بي (الإنجليزية)
- مايكل أونتكين على موقع قاعدة بيانات الفيلم (الإنجليزية)
- مايكل أونتكين على موقع كينوبويسك (الروسية)